# Maghraoua
Maghraoua (franska: Maghraoua (CR), Maghraoua (Commune Rurale), arabiska: بني أحمد  الشرقية) är en kommun i Marocko.   Den ligger i provinsen Taza och regionen Fès-Meknès, i den nordöstra delen av landet, 260 km öster om huvudstaden Rabat. Antalet invånare är 10 406.